# WikiTree
WikiTree is een genealogische website voor sociale netwerken, in 2008 opgezet door Chris Whitten. Op deze vrij toegankelijke website kunnen gebruikers hun persoonlijke stambomen onderzoeken en ontwikkelen. Door samen te werken ontstaat de mogelijkheid om alle individuele stambomen te integreren in een wereldwijde stamboom.
Dit kan door familieleden met elkaar te verbinden, bijvoorbeeld door aan te geven dat persoon A, waarvan het profiel al eerder door een gebruiker was aangemaakt, de vader van persoon B is. Op deze manier worden bestaande profielen en nieuwe profielen met elkaar verbonden en ontstaat er één grote, gemeenschappelijke stamboom. Wanneer blijkt dat er twee profielen bestaan van dezelfde persoon, worden deze profielen met elkaar gematcht en gefuseerd.
Terwijl WikiTree in de basis bouwstenen bevat die open source zijn, is de website zelf dat in de kern niet. De website is eigendom van en wordt gehost door Interesting.com, Inc.

## Doel en erecode
Het ideaal van WikiTree is het creëren van een vrij toegankelijke wereldwijd stamboomstructuur, gebouwd door een grote gemeenschap. Gebruikers van de WikiTree-gemeenschap worden gevraagd zich te committeren aan een negen punten tellende erecode, welke gedragsrichtlijnen biedt bedoeld om nauwkeurig onderzoek en de gemeenschap te bevorderen. Het moedigt samenwerking, nauwkeurigheid en het gebruik van bronnen en citaten aan. Op deze manier wordt gewaarborgd dat de informatie nauwkeurig is en het dus een nuttige informatiebron is voor de amateurgenealoog.

## Functionaliteiten

### Opmaaktaal
De website gebruikt een wiki-opmaaktaal (ondersteund door MediaWiki software) die gebruikers de mogelijkheid biedt om persoonlijke profielen, categorieën en vrijeruimtepagina's aan te maken en te bewerken om de geschiedenis van hun familie te documenteren.

### Wereldstamboom
WikiTree is idealiter een internationale wereldstamboom, wat wil zeggen dat het streven is dat personen maar een keer zijn opgenomen. Met een speciaal programma worden de dubbele vermeldingen er uitgefilterd waarna deze kunnen worden samengevoegd. Andere sites die op deze manier werken zijn WeRelate en Familysearch. In 2021 waren er 21 miljoen profielen met elkaar verbonden in één web van familierelaties. Binnen de gemeenschap is er een Nederlands portaal als onderdeel van de projecten Netherland en Belgium. Hiermee wordt de site toegankelijker voor Nederlandstaligen.

### DNA-testen
WikiTree ondersteunt het doen van op DNA gebaseerde genealogie met een tool waarmee gebruikers de resultaten van hun Y-chromosoom (Y-DNA) en mitochondriale (mtDNA) tests kunnen uploaden om vaderlijke (mannelijke) en moederlijke (vrouwelijke) relaties binnen hun stamboom wetenschappelijk te bevestigen.

### Gebruik van GEDCOM
Gebruikers kunnen eigen of elders gebouwde GEDCOM-bestanden uploaden, die dan door WikiTree gematcht wordt met gegevens die reeds in het netwerk zitten. Hierdoor kunnen gebruikers toegang krijgen tot profielen die door anderen gemaakt zijn en zo meer over de gezochte familiegeschiedenis vinden.

## Populariteit
GenealogyInTime Magazine vermeldde WikiTree in januari 2016 als de 15e meest populaire genealogiewebsite (van de 100). Door de Family Tree magazine is WikiTree in de lijst van beste stamboom- en deelwebsites van 2022 opgenomen.
WikiTree telde in april 2023 meer dan 24 miljoen aangemaakte profielen en wereldwijd een klein miljoen geregistreerde gebruikers. Gebaseerd op bezoekersaantallen stond de site in maart 2023 op de negende plaats van de meest bezochte familiegeschiedenis en genealogische websites, achter giganten als Ancestry, FamilySearch, Findmypast en MyHeritage.